# Kościół Podwyższenia Krzyża Świętego w Bargłowie Kościelnym
Kościół Podwyższenia Krzyża Świętego w Bargłowie Kościelnym – zabytkowy kościół katolicki w miejscowości Bargłów Kościelny w powiecie augustowskim.
Został zbudowany w 1883 roku. Posiada dwuwieżową, eklektyczną fasadę, żebrowe sklepienia naw wsparte na ozdobnych kolumnach. Od 1986 kościół jest wpisany do rejestru zabytków.